# Maria Gràcia Muñoz Salvà
Maria Gràcia Muñoz Salvà (Llucmajor, Mallorca, 26 de març de 1962) és una política mallorquina, diputada al Congrés dels Diputats en la VII i VIII legislatures.
És diplomada en Magisteri, especialitat Educació Especial, i titulada en Trastorns d'Audició i Llenguatge (logopeda). És funcionària de la Conselleria d'Educació del Govern Balear. Ha estat regidora d'Educació en l'Ajuntament de Maó (Menorca) pel PSIB-PSOE 1999-2002, tinent d'alcalde de Serveis Socials 2002-2003 i tinent d'alcalde de Serveis a les Persones 2003-2004.
També ha estat secretària de Participació Ciutadana de l'Executiva de la Federació Socialista de Menorca i vocal de l'Executiva del PSIB-PSOE. Ha estat elegida diputada per Menorca a les eleccions generals espanyoles de 2004 i 2008. Ha estat vocal de la Comissió de Cultura, portaveu adjunta de la Comissió de Cultura i ponent de diverses lleis sobre la reforma de la propietat intel·lectual.